# Егозеро (озеро, Пудожский район, северное)
Егозеро — озеро на территории Пяльмского сельского поселения Пудожского района Республики Карелии.

## Общие сведения
Площадь озера — 1,3 км². Располагается на высоте 163,9 метров над уровнем моря.
Форма озера продолговатая: вытянуто с севера на юг. Берега преимущественно заболоченные.
Из северной оконечности озера вытекает небольшая река Ега, втекающая с левого берега в реку Верхний Выг.
У северной-оконечности озера расположена нежилая деревня Егозеро, к которой подходит старая лесная дорога.
Код объекта в государственном водном реестре — 02020001211102000006750.